# Rozadas (Boal)
Rozadas es una parroquia del concejo de Boal, en la comarca de Eo-Navia, Principado de Asturias, España.
La parroquia de Rozadas (conocida también como de Vega de Ouria) tiene una superficie de 24,61 km², en la que habitan un total de 176 personas (INE, 2013), repartidas entre las 13 poblaciones que la forman, lo que se corresponde con una densidad de población de 7,15 hab/km².
El lugar de Rozadas tiene un total de 79 habitantes (INE, 2013), y se encuentra a una altitud de aproximadamente 570 metros sobre el nivel del mar. Dista unos 8,3 kilómetros de la capital del concejo, tomando desde ésta la carretera AS-22 en dirección a Vegadeo.

## Lugares
Según el nomenclátor de 2023, la parroquia comprende las siguientes entidades de población:
- Brañalibrel (Brañallibrel)
- Carbayal
- Cabana de Ouría (A Cabana)
- Chao del Campo (El Chao del Campo)
- El Gumio
- Ouría (Ouria)
- Ransal
- Rozadas
- Trevé
- Valleseco (El Valleseco)
- Vega de Ouría (A Veigadouria)
- El Vidural (El Bidural)
- El Cepón